# Sector Sur
Sector Sur es un barrio de Córdoba (España) situado en el margen izquierdo del río Guadalquivir. El límite entre ambos barrios se podría situar en la calle Carretera de Castro y en la actual Avenida de Cádiz en su intersección con la calle Asturias. En la actualidad es un populoso barrio y confluencia de entrada a la ciudad desde Granada y Sevilla en la reformada Plaza de Andalucía.

## Historia
En febrero del año 1955, el pleno municipal aprobó el proyecto de urbanización de la Zona Sur, denominación inicial, que se extendía desde la recién inaugurada barriada de Fray Albino, hasta la carretera de Sevilla. El proyecto contemplaba la creación de una zona verde que separaba el Puente Romano del recién inaugurado Puente de San Rafael, la actual avenida de la Confederación, 1. Es la primera vez que una zona de ensanche de la ciudad se urbaniza antes de construir en ella un edificio.

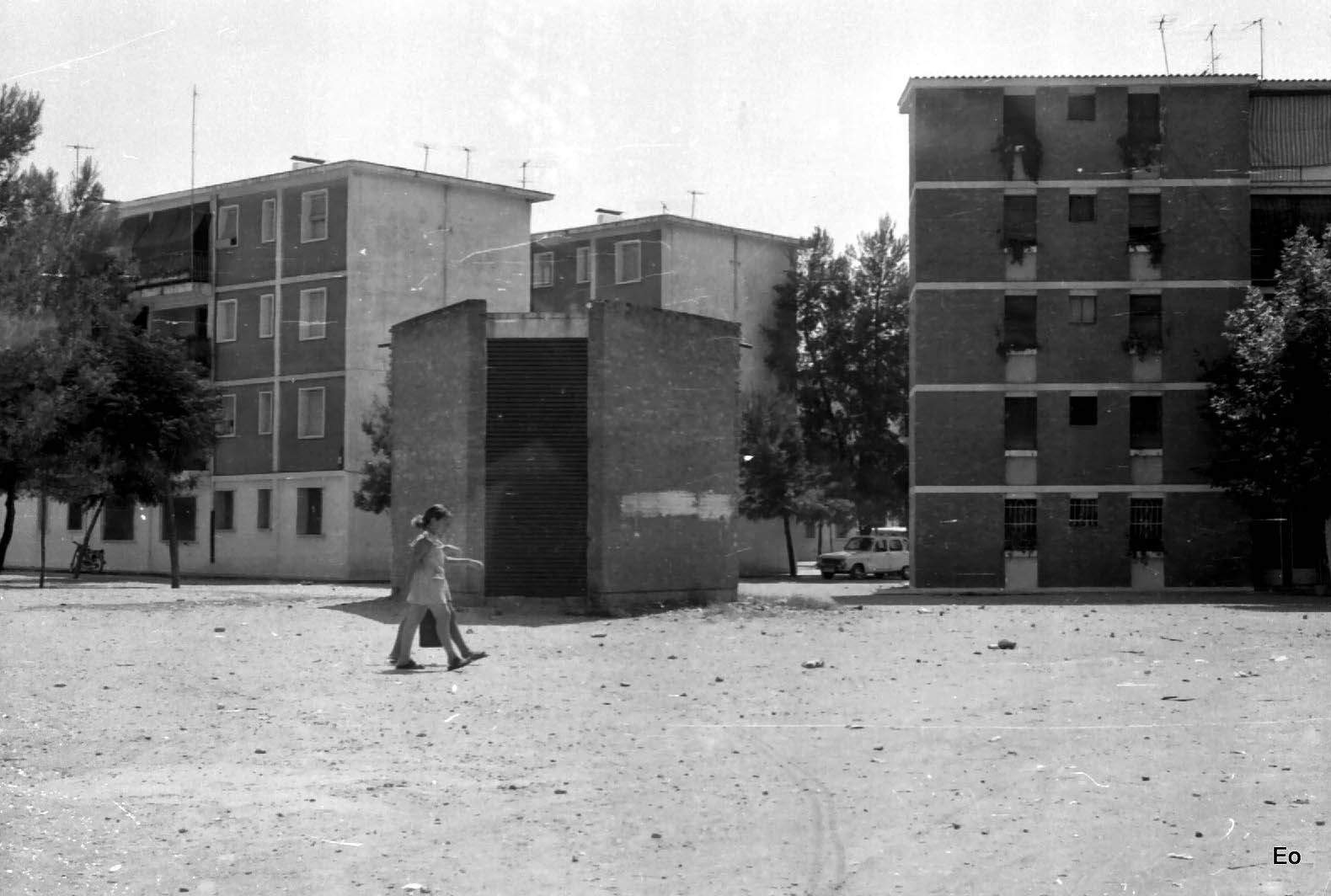
El Sector Sur, c. 1970.

En julio de 1956 el pleno municipal presidido por Antonio Cruz-Conde adquiere los terrenos expropiados de la zona Sur por parte de la Asociación Benéfica La Sagrada Familia, vendiéndoles el metro cuadrado de tierra a 40 pesetas/metro cuadrado, 10 veces más que lo pagado por la propia asociación unos años antes, comprando el alcalde 378.000 metros cuadrados. El objetivo por parte del Ayuntamiento es la construcción de viviendas sociales para paliar la carencia de espacios para una población cada vez más creciente. El Ayuntamiento aprueba en noviembre del año 1956 el anteproyecto por valor de 35 millones de pesetas, ayudándose para ello del Instituto Nacional de Vivienda, el Instituto de Crédito para la Reconstrucción Nacional entre otros.
En los edificios de hasta 8 plantas participan prestigiosos arquitectos locales como Rafael de la Hoz o José Rebollo. 
Es el cronista cordobés José María Rey Díaz quien propone darle el nombre de Andalucía a la gran plaza que vertebra el barrio, y nombre de ciudades andaluzas al nuevo Sector Sur.